# Медвеженский
Медве́женский — посёлок в Красногвардейском районе (муниципальном округе) Ставропольского края России.

## География
Расстояние до краевого центра: 82 км. Расстояние до районного центра: 15 км.

## История
Основан в 1934 году.
В соответствии с Указом Президиума Верховного Совета РСФСР от 21 сентября 1964 года посёлок Центральная усадьба совхоза «Медвеженский» переименован в посёлок Медвеженский.
До 16 марта 2020 года посёлок Медвеженский был административным центром упразднённого Медвеженского сельсовета.

## Население
| 1989 | 2002  | 2010  | 2014  |
| ---- | ----- | ----- | ----- |
| 1026 | ↗1082 | ↘1068 | ↗1100 |

По данным переписи 2002 года в национальной структуре населения преобладают русские (93 %).

## Инфраструктура
- Детский сад № 6 «Березка».
- Средняя общеобразовательная школа № 6. Открыта 15 марта 1931 года[9].
- Культурно-досуговый центр.
- Фельдшерско-акушерский пункт[10]
- 2 общественных кладбища: закрытое (площадь 2000 м²), расположенное в 2 км к западу от посёлка; открытое (площадь 10000 м²), находящееся в 200 м к югу от переулка Новый[11].

## Люди, связанные с посёлком
- Сидоров Александр Максимович (1930) — бывший директор Медвеженского зерносовхоза, награждён орденом «Знак Почёта»[12]

## Памятники
- Братская могила воинов, погибших в годы Гражданской и Великой Отечественной войн. 1918—1920, 1942—1943, 1965 года[13].